# هو گاک
هو گاک (کره‌ای: 허각؛ زادهٔ ۱۵ نوامبر ۱۹۸۴) خواننده اهل کره جنوبی است. شهرت او پس از برنده شدن در برنامه سوپراستار کی ۲ شبکه ام‌نت افزایش پیدا کرد و در طی آن به عنوان «پل پاتز کره» شناخته شد.